# Pauline Nyiramasuhuko
Pauline Nyiramasuhuko (* April 1946 in Rugara, Ndora, damalige Präfektur Butare) ist eine ruandische Politikerin. Als Frauen- und Familienministerin war sie als Kriegsverbrecherin am Völkermord in Ruanda maßgeblich beteiligt. Sie ist die erste Frau, die wegen Völkermord und Vergewaltigung als Verbrechen gegen die Menschlichkeit verurteilt wurde.

## Leben

### Familie und Beruf
Nyiramasuhuko wurde als Tochter einer Bauernfamilie aus Rugara in Ndora, nahe Butare geboren, der Provinzhauptstadt der gleichnamigen Provinz (heute: Südprovinz). Sie besuchte die Highschool und lernte während dieser Zeit Agathe Kanziga, die spätere Ehefrau des Präsidenten Juvénal Habyarimana, kennen. Nach Abschluss ihrer Ausbildung im Jahr 1964 arbeitete sie zunächst in ihrer Heimat in einem Sozialzentrum. Anschließend ging sie nach Israel, um auch dort als Sozialarbeiterin im Bereich Gemeindeentwicklung und Erwachsenenbildung zu arbeiten. Später wechselte sie in die Hauptstadt Kigali, wo sie für das Sozialministerium arbeitete.
1968 heiratete sie Maurice Ntahobali, der später Präsident der ruandischen Nationalversammlung und Bildungsminister wurde. 1970 brachte sie ihren Sohn Arsène Shalom Ntahobali in Israel zur Welt, wo sie an einem Seminar für afrikanische Frauen in Führungspositionen teilnahm. Sie ist Mutter von vier Kindern.
In späteren Jahren machte sie einen Universitätsabschluss in Rechtswissenschaften. Mit Agathe Kanzigas Unterstützung wurde Nyiramasuhuko bis zur nationalen Inspektorin des Ministeriums befördert. Am 16. April 1992 wurde sie zur Frauen- und Familienministerin ernannt.
Nyiramasuhuko ist die Schwiegermutter von Béatrice Munyenyezi, die 2013 bis 2019 in den USA inhaftiert war, weil sie bei der Einbürgerung gelogen hatte, um Flüchtlingsstatus zu erhalten.

### Völkermord
Nyiramasuhuko übte das Amt der Frauen- und Familienministerin auch 1994 im Kabinett Kambanda aus, das die führende Rolle beim Völkermord in Ruanda einnahm. Die Politikerin der MRND nahm an mehreren Kabinettssitzungen der Übergangsregierung teil, bei denen – nach der späteren Feststellung des Internationalen Strafgerichtshofs für Ruanda – Beschlüsse zur Vorbereitung des Völkermords gefasst wurden.
Als der vorherige Präfekt der Region Butare sich den Maßnahmen gegen Tutsi und unbeteiligte Hutu widersetzte, wurde er abgesetzt und vermutlich getötet. Die Regierung schickte dann zur Ausführung Kommissare in den Süden, darunter auch Nyiramasuhuko. Laut einem Bericht der New York Times hielt sie zu dieser Zeit aufstachelnde Reden, die vom staatlichen Radiosender Radio Rwanda übertragen wurden. Nach einem Bericht der Zeitschrift Der Spiegel habe sie der Menschenrechtsorganisation Human Rights Watch und Zeugenaussagen zufolge unter anderem die Hutu-Milizen in Butare auf Flüchtlinge gehetzt, zur Massenvergewaltigung von Tutsi-Frauen aufgerufen, dabei einige der Opfer persönlich ausgewählt, Bier für die Milizionäre und Benzin für die Scheiterhaufen besorgt.
Gemeinsam mit ihrem Mann besaß sie das Hotel Ihuliro in Butare, vor dem während des Völkermordes eine Straßensperre errichtet war, an der, u. a. durch die Schwiegertochter Béatrice Munyenyezi, gezielt Tutsi ausgesondert wurden, um vergewaltigt oder getötet zu werden.

### Flucht und Prozess
Als die vorrückende Ruandische Patriotische Front (RPF) den Völkermord beendete, floh Nyiramasuhuko am 18. Juli 1994 mit vielen anderen Hutu ins benachbarte Zaire (heute: Demokratische Republik Kongo), später setzte sie sich nach Kenia ab. Nach knapp drei Jahren wurde sie am 18. Juli 1997 in Nairobi verhaftet und kurz darauf an den Internationalen Strafgerichtshof für Ruanda im tansanischen Arusha überstellt, wo sie wegen ihrer Beteiligung an verschiedenen Verbrechen im Zusammenhang mit dem Völkermord in der Region Butare angeklagt war.
Der Prozess wurde am 12. Juni 2001 eröffnet. Nyiramasuhuko selbst leugnete die Beteiligung an den Verbrechen. Ihre Verteidiger plädierten auf Freispruch, da sich die belastenden Zeugenaussagen widersprächen. Die Staatsanwaltschaft erklärte in ihrem Plädoyer im April 2009 hingegen, ohne die Beteiligung Nyiramasuhukos und ihrer Mitangeklagten sei der Völkermord in Butare nicht möglich gewesen. Am 24. Juni 2011 verurteilte man sie zu einer lebenslangen Freiheitsstrafe wegen Verschwörung zum Völkermord, Völkermord, Verbrechen gegen die Menschlichkeit, darunter Tötungen und Anstiftung zu Vergewaltigungen, sowie wegen schwerer Verstöße gegen die Genfer Konventionen, die in Hunderten Fällen an Tutsi in Butare begangen wurden. Gemeinsam mit ihr wurden die vier weiteren im „Butare-Fall“ Angeklagten verurteilt sowie ihr Sohn Arsène Shalom Ntahobali, der als einer der Anführer der Interahamwe-Milizen in Butare beteiligt war.
2021 waren Pauline und ihr Sohn in Dakar inhaftiert.